# Вилямова
Вилямова (на полски: Wilamowa; на немски: Alt Wilmsdorf) е село в Полша, Ополско войводство, Ниски окръг, община Пачков. Според Полската статистическа служба към 31 декември 2009 г. селото има 345 жители.